# Helena Bergman
Helena Bergman, född Jansson 28 augusti 1985, är en svensk orienterare som sedan 2015 tävlar för OK Ravinen, tidigare Leksands OK och dessförinnan IF Hagen från Skövde. Helena blev historisk då hon, förutom totalsegern, vann samtliga etapper vid O-Ringen 2009. Bergman arbetar vid sidan av sitt idrottsutövande som läkare. 2017 gifte hon sig med elitorienteraren Gustav Bergman.

## Årets orienterare
Utsedd till "Årets orienterare" 2007, 2008, 2009, 2010 och 2011.
Bergman utsågs till "Årets orienterare" 2007, året då hennes främsta insatser var en fjärdeplats och femteplats i VM och två NM-guld. Även 2008 utsågs hon till Årets orienterare med ytterligare meriter så som VM-brons i sprint och stafett, EM-brons i sprint och SM-guld i medel- och långdistans. Under år 2009 tog Helena sitt första VM-Guld på sprinten i Miskolc Ungern och blev för tredje året i rad utsedd till årets orienterare. 2010 blev Helena historisk då hon vann utmärkelsen årets orienterare för fjärde året i rad tack vare VM-Silver på sprinten i Trondheim samt 2 EM-Guld i Bulgarien. På VM i franska Savoie 2011 blev hon återigen individuell världsmästare, denna gång i medeldistans och tog också medalj i alla de övriga tre disciplinerna (sprint, lång och stafett).

## Meriter

### Orientering

#### VM
- 2017 Guld, stafett
- 2017 Guld, sprintstafett
- 2015 Brons, stafett
- 2014 Brons, stafett
- 2012 Silver, stafett
- 2011 Brons, långdistans
- 2011 Silver, sprint
- 2011 Guld, medeldistans
- 2011 Brons, stafett
- 2010 Silver, sprint
- 2010 Brons, stafett
- 2009 Guld, sprint
- 2009 6:a, medeldistans
- 2008 Brons, sprint och stafett
- 2008 7:a, medeldistans
- 2007 Silver, stafett
- 2007 4:a, sprint
- 2007 5:a, medeldistans
- 2006 9:a, medeldistans

#### World Cup
- 2010 Silver
- 2009 Brons
- 2008 Brons
- 2007 5:a
- 2006 11:a
- 2005 34:a

#### EM
- 2010 Brons, långdistans
- 2010 Guld, stafett
- 2010 Guld, sprint
- 2008 10:a, medeldistans
- 2008 Guld, stafett
- 2008 Brons, sprint
- 2006 6:a, stafett
- 2006 11:a, sprint
- 2006 8:a, medeldistans

#### Nordiska mästerskapen
- 2009 5:a, sprint
- 2009 Guld, stafett, medeldistans
- 2009 4:a, långdistans
- 2007 Guld, sprint, stafett
- 2007 4:a, medeldistans
- 2007 5:a, långdistans

#### SM
- 2021 Silver, natt
- 2011 Guld, långdistans
- 2010 Guld, medeldistans, sprint
- 2008 4:a, sprint
- 2008 Guld, medeldistans, långdistans
- 2007 Guld, sprint
- 2007 4:a, medeldistans, långdistans, ultralång distans
- 2006 5:a, sprint
- 2006 4:a, medeldistans

#### Elitserien
- 2017: 1:a, totalt
- 2009: 1:a, totalt, fyra delsegrar
- 2008: 1:a, totalt, sex delsegrar
- 2007: 3:a , totalt, två delsegrar
- 2006: 7:a, totalt

#### JVM
- 2005 Silver, stafett
- 2004 Guld, stafett, medeldistans
- 2003 Silver, stafett
- 2003 Brons, långdistans
- 2002 Brons, stafett

#### Nordiska mästerskapen (juniorer)
- 2005 Guld, sprint, medeldistans
- 2005 Silver, stafett
- 2003 Brons, sprint, långdistans

#### JSM
- 2005 Guld, medeldistans
- 2004 Guld, sprint, medeldistans, långdistans, ultralång distans, natt
- 2004 Brons stafett
- 2003 Guld, sprint, medeldistans, långdistans
- 2002 Guld, sprint, långdistans, natt
- 2002 Silver, ultralång distans

#### Silva Junior Cup
- 2004 1:a (vinst samtliga deltävlingar)
- 2003 1:a
- 2002 2:a

#### O-Ringen[3]
- 2012 3:a
- 2009 1:a (vinst i samtliga fem etapper)